# Кучбах, Герман
Герман Кучбах (нем. Hermann Ludwig Kutzschbach; 30 августа 1875, Мейсен — 9 февраля 1938, Дрезден) — немецкий дирижёр и музыкальный педагог.
Учился в Дрезденской консерватории у Феликса Дрезеке, Ойгена Кранца и Адольфа Клюге. В 1895—1906 гг. корепетитор, затем третий дирижёр в Дрезденской придворной опере. В 1906—1909 гг. первый капельмейстер Мангеймской оперы, затем вновь в Дрездене, с 1913 г. второй дирижёр, с 1914 г. первый капельмейстер (в дальнейшем делил этот пост с Фрицем Райнером и Фрицем Бушем). В 1919 г. дирижировал премьерой Четвёртой симфонии Пауля Бютнера, в 1927 г. — оперы Отмара Шёка «Пентесилея». Преподавал в Дрезденской консерватории, среди его учеников были Хуго Альвен, Рубен Лильефорс, Эрих Роде.